# Jean Japart
Jean Japart (fl. XV secolo) è stato un compositore e cantore fiammingo membro della Scuola franco fiamminga, attivo in Italia. Fu un famoso compositore di chanson e dovrebbe essere stato amico di Josquin des Prez.

## Biografia
Nulla si conosce della sua vita se non un breve lasso di tempo alla fine degli anni 1470, anche se è probabile che sia nato in Piccardia. Fu uno dei membri della famosa Cappella musicale degli Sforza  a Milano tra il 1474 ed il 1476, che a quel tempo poteva contare sui compositori Alexander Agricola, Loyset Compère e Johannes Martini. In quel periodo questa istituzione era considerata fra le maggiori in Europa. Dopo l'assassinio di Galeazzo Sforza nel 1476, lasciò Milano così come la maggior parte dei compositori e musicisti. Japart andò a Ferrara dove trovò facilmente un impiego presso la Corte di Ercole I d'Este. Non solo divenne uno dei meglio pagati cantori della Corte ferrarese ma il duca gli concesse anche una casa a Ferrara. Dal 1481 lasciò Ferrara e non si hanno più sue notizie.
Japart compose 23 chanson di cui si ha notizia. Una composizione perduta di Josquin, Revenu d'oultrements, Japart viene spesso citata come segno dell'amicizia esistente fra i due. Se così fosse, essi si incontrarono probabilmente a Milano dopo il 1481, visto che Josquin non venne in Italia prima del 1484 circa.
Dal punto di vista stilistico, la musica di Japart sembra influenzata da quella di Busnois, uno dei primi componenti della Scuola di Borgogna. Amava inserire nelle sue composizioni una combinazione di diversi brani preesistenti in modo ingegnoso, e compose anche Canoni puzzle - composizioni di cui i cantanti dovevano capire la linea da cantare da indicazioni fornite nel testo. Per esempio, una delle sue chanson può essere cantata correttamente soltanto recependo il fatto che una delle parti prevede una trasposizione in dodicesima e cantata in moto retrogrado.
La musica di Japart fu molto popolare, visto che molte sue chanson vennero ristampate da Petrucci ed ebbero grande diffusione.